# Nový rybník u Kačiny
Nový rybník u Kačiny je přírodní památka ve správním území obce Církvice v okrese Kutná Hora ve Středočeském kraji. Vyhlášena byla k ochraně populace kuňky obecné.

## Historie
Nový rybník byl zaznamenán na mapě prvního vojenského mapování ve druhé polovině osmnáctého století, kdy na něj navazoval další, později zaniklý, rybník jižně od silnice I/2. Vznikl jako součást melioračních opatření. V polovině dvacátého století byl rybník silně zazemněný a celé chráněné území mělo luční charakter, ale jeho hranice začaly zarůstat křovinami. Rybník je obklopen intenzivně využívanou ornou půdou, která jej ohrožuje splachem živin a následnou eutrofizací. Rybník slouží k intenzivnímu chovu ryb, ale rozsáhlé litorální porosty zmírňují dopady hospodaření a umožňují existenci populace obojživelníků.
Příprava vyhlášení chráněného území začala v roce 2006. Vyhlásil ho Krajský úřad Středočeského kraje v kategorii přírodní památka s účinností od 26. listopadu 2016.

## Přírodní poměry
Přírodní památka s rozlohou 14,96 hektaru leží v katastrálním území Jakub u Církvic v okrese Kutná Hora ve Středočeském kraji. Nachází se ve Středolabské tabuli v nadmořské výšce 207–212 metrů. Území se částečně překrývá se stejnojmennou evropsky významnou lokalitou.

### Abiotické poměry
Geologické podloží přírodní památky tvoří kvartérní nezpevněné hlinitopísčité sedimenty, které se severovýchodně od rybníka mění v turonské slínovce a jílovce. V geomorfologickém členění Česka přírodní památka leží ve Středolabské tabuli, konkrétně v podcelku Čáslavská kotlina a okrsku Žehušická kotlina. Reliéf území je plochý. Hráz rybníka se nachází v nadmořské výšce 208 metrů a nejvyšší bod leží v jižním cípu přírodní památky ve výšce 212 metrů. Z půdních typů se vyvinuly černice modální a na slínovcích pelozem typická.
Rybník leží v pramenné oblasti zdrojnic, z nichž vzniká potok Stará Klejnárka. Hlavním zdrojem napájení je infiltrace vody z podloží a snad také meliorační soustava přilehlých polí.
V rámci Quittovy klasifikace podnebí se celé území nachází v teplé oblasti T2, pro kterou jsou typické průměrné teploty −2 až −3 °C v lednu a 18–19 °C v červenci. Roční úhrn srážek dosahuje 550–700 milimetrů, počet letních dnů je padesát až šedesát a počet mrazových dnů se pohybuje mezi 100 a 110.

### Flóra

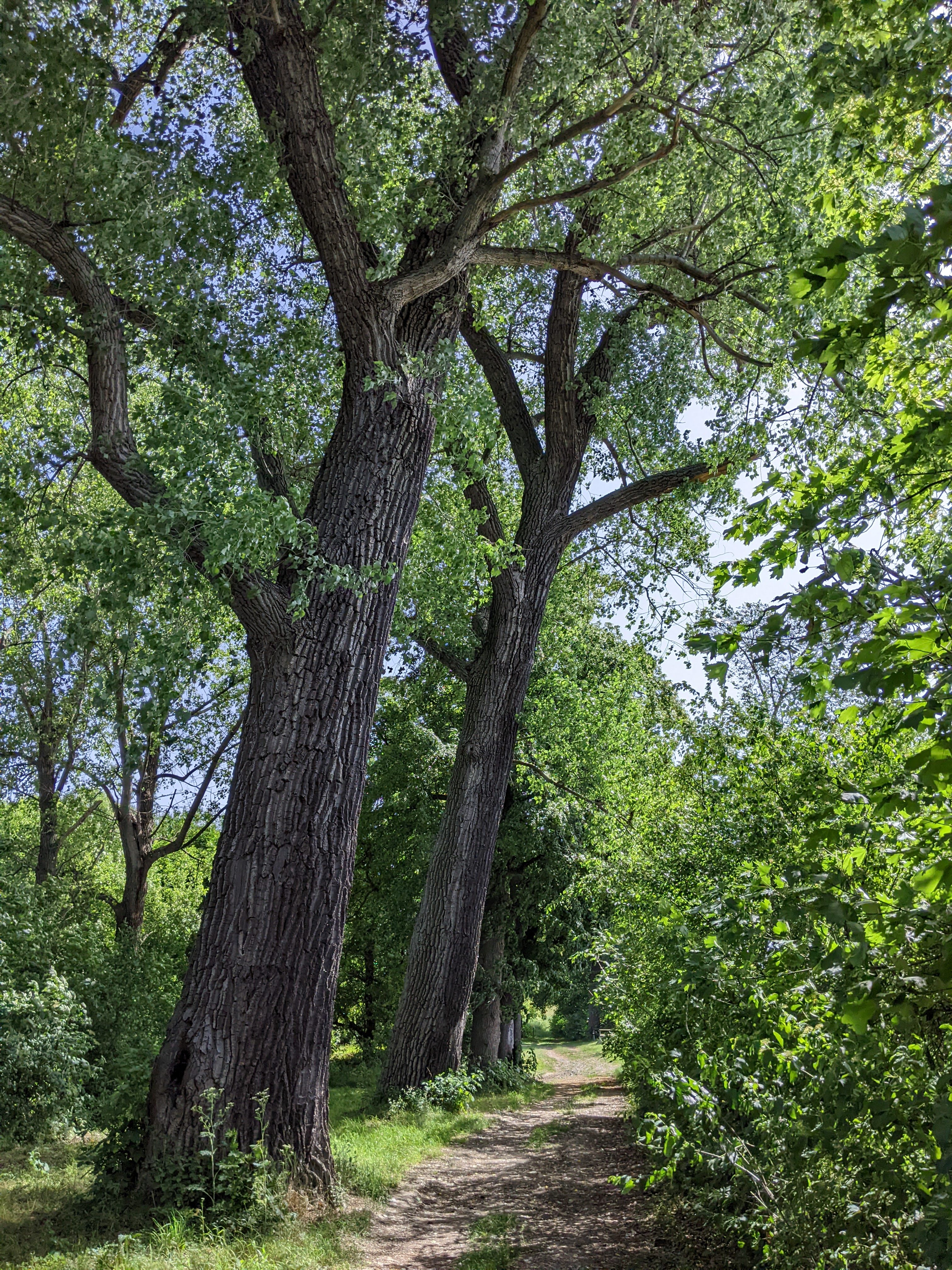
Rybniční hráz

V prostoru mimo rybník se vyvinuly a jsou předmětem ochrany biotopy střídavě vlhkých bezkolencových luk na jihu a údolní jasanovo-olšový luh na východě území. Oba biotopy zaujímají po pěti procentech rozlohy přírodní památky. Na loukách roste například kostřava luční (Festuca pratensis), medyněk vlnatý (Holcus lanatus) nebo ostřice prosová (Carex panicea). V luhu na východě roste nezapojené stromové patro s jasanem ztepilým (Fraxinus excelsior), olší lepkavou (Alnus glutinosa) a javorem klenem (Acer pseudoplatanus). Pro lužní bylinné patro jsou typické druhy například válečka lesní (Brachypodium sylvaticum), bršlice kozí noha (Aegopodium podagraria) a metlice drsnatá (Deschampsia caespitosa).  Další vegetační jednotky jsou méně hodnotné.
Z ohrožených druhů rostlin zapsaných na Černém a červeném seznamu cévnatých rostlin byla na ploše dvou metrů čtverečních nalezena nadmutice bobulnatá (Cucubalus baccifer). V území rostou dva invazní druhy: u hráze je to křídlatka japonská (Reynoutria japonica) a v jižní polovině území je hojný javor jasanolistý (Acer negundo).

### Fauna
Přírodní památka byla vyhlášena k ochraně populace kuňky obecné (Bombina bombina), která zde dosahuje velikosti asi sta jedinců. Kromě ní u rybníka žijí velké populace (400–500 jedinců) kriticky ohroženého skokana skřehotavého (Pelophylax ridibundus) a silně ohroženého skokana zeleného (Pelophylax esculentus) a rosničky zelené (Hyla arborea). V menší počtech byli zaznamenáni také čolek obecný (Lissotriton vulgaris), čolek velký (Triturus cristatus), ropucha obecná (Bufo bufo), ropucha zelená (Bufotes viridis), skokan hnědý (Rana temporaria), blatnice skvrnitá (Pelobates fuscus) a skokan štíhlý (Rana dalmatina).
Z plazů se na hrázi rybníka často vyskytuje užovka obojková (Natrix natrix) a na okrajích území či na hrázi ještěrka obecná (Lacerta agilis).
U rybníka bylo zaznamenáno 43 druhů ptáků, přičemž hnízdění bylo potvrzeno u 22 z nich. Část ptáků k rybníku pouze zalétává za potravou. Z kriticky ohrožených druhů k nim patří bukač velký (Botaurus stellaris), bukáček malý (Ixobrychus minutus), polák malý (Aythya nyroca), volavka červená (Ardea purpurea), chřástal malý (Zapornia parva) a ze silně ohrožených druhů také lžičák pestrý (Spatula clypeata), chřástal vodní (Rallus aquaticus), rákosník velký (Acrocephalus arundinaceus), ostříž lesní (Falco subbuteo), čírka modrá (Spatula querquedula), pisík obecný (Actitis hypoleucos), bekasina otavní (Gallinago gallinago) a zrzohlávka rudozobá (Netta rufina).